# إيرن ألبايراك
ايرن البايراك (بالتركية: Eren Albayrak) (23 أبريل 1991 بإسطنبول في تركيا - ) هو لاعب كرة قدم تركي في مركز الوسط. شارك مع منتخب تركيا تحت 17 سنة لكرة القدم ومنتخب تركيا تحت 19 سنة لكرة القدم ومنتخب تركيا تحت 20 سنة لكرة القدم ومنتخب تركيا تحت 21 سنة لكرة القدم ومنتخب تركيا لكرة القدم. أما مع النوادي، فقد لعب مع أوردو سبور وبورصا سبور وتشايكور ريزه سبور ونادي إسطنبول باشاكشهر ونادي طرابزون سبور و1461 طرابزون.

## وصلات خارجية
- ايرن البايراك على موقع الاتحاد الأوربي (الإنجليزية)
- ايرن البايراك على موقع اتحاد تركيا (لاعب) (الإنجليزية)
- ايرن البايراك على موقع رابطة كرة القدم اليابانية للمحترفين (اليابانية)
- ايرن البايراك على موقع قاعدة بيانات كرة القدم.إي يو (الإنجليزية)
- ايرن البايراك على موقع ناشيونال فوتبول تيمز (الإنجليزية)
- ايرن البايراك على موقع Soccerway.com (الإنجليزية)
- ايرن البايراك على موقع عالم كرة القدم.نت (الإنجليزية)